# Syndrome du troisième homme

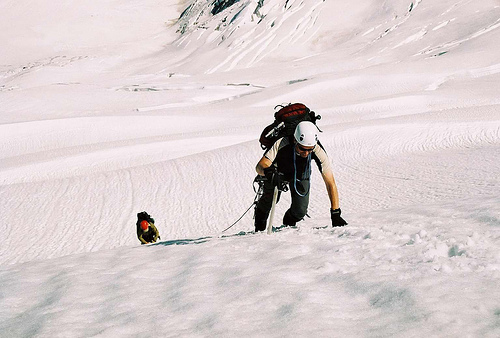
Deux alpinistes.

Le syndrome du troisième homme est le soutien et les encouragements qui seraient parfois perçus lors d'une longue expérience périlleuse, comme provenant d'une bienveillante présence amicale, néanmoins imaginaire.

## Histoire
Sir Ernest Shackleton, dans son livre de 1919, South, décrit sa croyance selon laquelle un compagnon incorporel l'a rejoint, ses hommes et lui, lors de la dernière étape de son expédition en Antarctique de 1914-1917, alors qu’il s'est retrouvé bloqué sur la banquise pendant plus de deux ans et a enduré d'immenses difficultés. Il écrit : « Au cours de cette longue et pénible marche de trente-six heures à travers les montagnes et les glaciers sans nom de la Géorgie du Sud, il m'a souvent semblé que nous étions quatre, et non trois. ». Son aveu incite alors d'autres survivants de difficultés extrêmes à se manifester et à partager des expériences similaires.
Des aventuriers célèbres comme l’alpiniste Reinhold Messner et les explorateurs polaires Peter Hillary et Ann Bancroft rapportent avoir vécu ce phénomène. Une étude de cas impliquant des aventuriers révèle que le groupe le plus important à faire part de cette expérience est celui des alpinistes, suivi des marins solitaires et des survivants de naufrages ; viennent ensuite les explorateurs polaires. Une expérience similaire est documentée par l'alpiniste Joe Simpson dans son livre de 1988 La Mort suspendue, dans laquelle il raconte son expérience de mort imminente dans les Andes péruviennes. Il décrit « une voix » qui l'a encouragé et dirigé alors qu'il rampait vers le camp de base après avoir subi une  blessure à la jambe en haut de Siula Grande et être tombé d'une falaise dans une crevasse. Certains journalistes ont lié cela au concept d’ange gardien ou d'ami imaginaire. Les explications scientifiques considèrent le phénomène comme un mécanisme d’adaptation ou un exemple de mentalité bicamérale. Le concept est popularisé par un livre de 2009 de John G. Geiger, The Third Man Factor, qui documente de nombreux exemples.
Les psychologues modernes ont utilisé le terme de syndrome du troisième homme, aussi nommé « facteur troisième homme » pour traiter les victimes de traumatismes. Le « caractère intérieur cultivé » apporte soutien et réconfort.